# Via Giulia
Via Giulia är en snörrät gata i Rom. Den anlades i början av 1500-talet på uppdrag av påven Julius II och bär hans namn. Via Giulia är 1 km lång och kantas av ett flertal palats och kyrkor.

## Kyrkor och oratorier
- Santa Maria dell'Orazione e Morte
- Santa Caterina da Siena a Via Giulia
- Santo Spirito dei Napoletani
- Sant'Eligio degli Orefici
- San Filippo Neri in Via Giulia (San Filippino)
- Oratorio del Gonfalone
- Santa Maria del Suffragio
- San Biagio della Pagnotta
- San Giovanni dei Fiorentini

## Palats
- Palazzo Spada
- Palazzo Farnese
- Palazzo Falconeri
- Palazzo Cisterna
- Palazzo Varese
- Palazzo Ricci
- Palazzo del Collegio Spagnolo
- Palazzo Donarelli
- Palazzo Sacchetti
- Palazzo Medici Clarelli

## Bilder
| - Allmosebössa vid kyrkan Santa Maria dell'Orazione e Morte vid Via Giulia. - Kyrkan San Filippo Neri in Via Giulia. |